# Sportåret 1911

## Händelser

### Bandy
- 6 februari - Liljedahl och IFK Karlstad gör upp när den första bandymatchen i Värmland spelas.[1]
- 5 mars - IFK Uppsala blir svenska mästare genom att finalslå Djurgårdens IF med 6-0 på Studenternas IP i Uppsala.[2]

### Baseboll
- 26 oktober - American League-mästarna Philadelphia Athletics vinner World Series med 4-2 i matcher över National League-mästarna New York Giants.[3]

### Fotboll
- 8 oktober – AIK blir svenska mästare efter finalseger med 3–2 över IFK Uppsala. Matchen spelas på Råsunda IP.[4]
- 22 oktober - Finland spelar sin första officiella landskamp i fotboll, då man i Helsingfors förlorar med 2-5 mot Sverige.[5]

### Friidrott
- Clarence DeMar, USA vinner Boston Marathon.[6]

### Ishockey

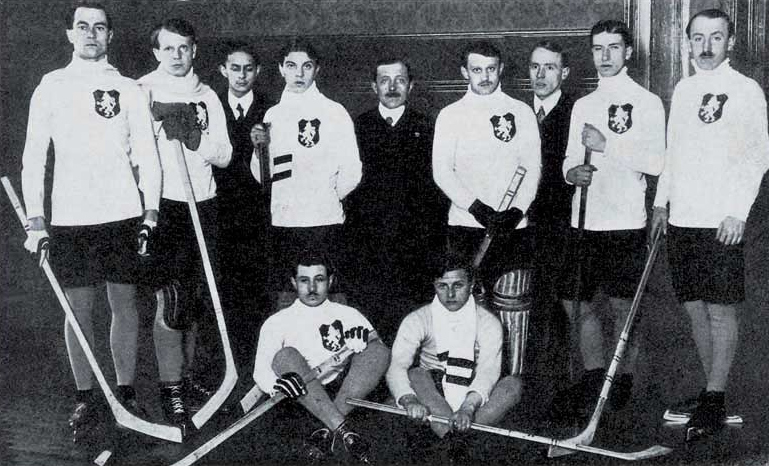
Böhmen Europamästare

- 17 februari – Böhmen vinner Europamästerskapet i Berlin före Tyskland och Belgien.[7]
- Okänt datum – Hans Georgii blir Sveriges första dokumenterade ishockeyspelare genom att spela ishockey i Berliner SC, Tyskland.

### Längdåkning
- SM på 30 km vinns av Axel Carlberg, Hällefors IF
- SM på 60 km vinns av John Dahlberg, Hällefors IF.

### Motorsport
- 30 maj - Amerikanen Ray Harroun vinner det första Indianapolis 500 med en Marmon.
- Monte Carlo-rallyt körs för första gången. Henri Rougier vann.
- Amerikanen Ralph Mulford vinner Vanderbilt Cup med en Lozier.

## Resultat
- 20 maj - Dan Ahearn, USA nytt världsrekord i tresteg med 15,52 m
- 16 november - Jean Bouin, Frankrike nytt världsrekord på 10 000 m med 30.58,8 min

## Evenemang
- Indianapolis 500-loppet kördes för första gången.

## Bildade föreningar och klubbar
- IF Vesta, idrottsförening ifrån Uppsala.

## Födda
- 26 juni - Babe Didrikson Zaharias, amerikansk friidrottare och professionell golfspelare.
- 25 augusti – Viv-Anne Hultén, svensk konståkare.
- 28 september - Ellsworth Vines, amerikansk tennisspelare.

## Avlidna
- 10 april – Sam Loyd, 70, amerikansk schackspelare.
- 2 juli – Carl Wilhelm Folcker, 22, svensk gymnast, olympisk guldmedaljör.

### Fotnoter
1. ↑  ”Värmlands första bandymatch spelades 1911”. Nya Wermlands-Tidningen. 27 januari 2011. Arkiverad från originalet den 25 maj 2012. https://archive.is/20120525071053/http://www.nwt.se/saffle/article840962.ece?service=mobile. Läst 11 september 2011.
2. ↑  Erik Jonsson (5 mars 1911). ”1907–1919”. Svenska Bandyförbundet. Arkiverad från originalet den 14 februari 2015. https://web.archive.org/web/20150214185248/http://www.svenskbandy.se/BANDYFINALEN/HISTORIK/Svenskamastare/Herrar/1907-1919/. Läst 1 september 2011.
3. ↑  ”1911 World Series” (på engelska). Baseball-Reference.com. http://www.baseball-reference.com/postseason/1911_WS.shtml. Läst 16 juli 2015.
4. ↑  Jimmy Lindahl (23 mars 2000). ”Svenska mästare i fotboll 1896–1925”. Bolletinen. http://www.bolletinen.se/sfs/allsvenskan/sm1896.pdf. Läst 10 oktober 2011.
5. ↑  ”Finland - International A Matches” (på engelska). RSSSF. http://www.rsssf.com/tablesf/fin-intres.html. Läst 20 augusti 2011.
6. ↑  ”Boston Marathon”. Arkiverad från originalet den 27 april 2015. https://web.archive.org/web/20150427035419/http://www.baa.org/races/boston-marathon/boston-marathon-history/past-champions/past-mens-open-champions.aspx. Läst 9 april 2011.
7. ↑  ”Championnats d'Europe 1911” (på franska). Hockey Archives. 17 februari 1911. https://www.hockeyarchives.info/Euro1911.htm. Läst 15 augusti 2011.